# Sierre
Sierre (německy Siders) je město ve švýcarském kantonu Valais. Leží na řece Rhôně v převážně frankofonní části kantonu. Žije zde přibližně 17 tisíc obyvatel.

## Geografie
Sierre se nachází v údolí Rhôny přibližně na půli cesty mezi Leukem a Grône. Většina města leží na severním břehu řeky Rhôny. Na jižním okraji obce Sierre leží ústí údolí Val d’Anniviers (německy Eifischtal). Řeka Navisence, která pramení v údolí Val d’Anniviers, se u Sierre vlévá do Rhôny. Říčka Mondereche, která pramení na náhorní plošině v okolí vesnice Montana, protéká Sierre a rovněž se zde vlévá do Rhôny.
Lac de Géronde je malé jezero na okraji města.
Kopcovitý reliéf dna údolí pochází z velmi rozsáhlé postglaciální skalní laviny, která se zřítila ze zlomové jizvy vysoko na severu.
Přímo nad Sierre se nachází sjezdovky známého lyžařského areálu Crans-Montana.

## Historie

Radnice v Sierre (1902)

Na svazích a kopcích v okolí se nacházejí stopy po pravěkých a starověkých sídlištích. Význam Sierre vychází z jeho polohy na obchodní cestě do Simplonského průsmyku a z jeho zemědělského významu, zejména vinařství, které od pozdního středověku umožňovaly složité zavlažovací systémy (tzv. Suonen, francouzsky bisses).
Osada na místě dnešního Sierre byla založena pravděpodobně roku 515. V tomto roce přenechal burgundský král Sigismund (Zikmund) zdejší statky jako léno opatství v Saint-Maurice. První písemná zmínka o osadě Sidrium pochází z roku 800. Až do 11. století bylo Sierre lénem sionských biskupů. V roce 1179 je osada označována Sirro.
Kaple v Saint-Ginier je považována za jednu z nejstarších staveb (7. století). Nejvýznamnější středověkou stavbou je zřícenina věže Goubling z roku 1297, která je spolu s hradem Mercier z 19. století dominantou městečka. V novém městě v údolí se nachází hrad Vidôme z 15. století, kostel svaté Kateřiny ze 17. století a radnice z 19. století.

Letecký snímek (1949)

Contrée of Sierre byla původně skupina, která spravovala společné pozemky. Jako vazalové biskupa měli právo se dvakrát ročně scházet, aby upravili správu společných pozemků a záležitosti místní policie. Ve 14. a 15. století toto družstvo převzalo větší politickou roli, když začalo spravovat více každodenních záležitostí ve vesnicích a získalo právo jmenovat vlastní soudce. Nakonec se rozrostlo ve šlechtické kontribuce, které pak tvořily jádro oblasti Sierre (zvané Zenden), z něhož se později vyvinulo město Sierre. Město Plan-Sierre brzy převzalo vedoucí úlohu v Noble Contrée. Do roku 1798 byla Noble Contrée jmenována radou zástupců obcí pod vedením zástupce biskupa. V roce 1559 se Plan-Sierre rozdělilo na čtyři čtvrti: Villa, Monderèche, La Salla a Glarey. V roce 1620 byla postavena radnice.
Sierre bylo hlavním městem oblasti a v letech 1798–99 bojovalo proti Francouzům. V roce 1799 bylo město obsazeno francouzskými a vaudskými vojsky. Francouzi si v Sierre zřídili své velitelství.
Ve sporech mezi konzervativním horním Valais a liberálním dolním Valais sloužilo Sierre v letech 1839–40 jako sídlo vlády. Po roce 1848 se vesnice Noble Contrée staly politickými obcemi podle kantonální ústavy Valais. Oblast Sierre se stala okresem Sierre s hlavním městem Sierre. Nová městská výkonná rada měla devět členů, zatímco generální rada (zákonodárný sbor) měla 60 členů.
Železniční stanice Sierre byla uvedena do provozu v roce 1868, kdy byl otevřen úsek Simplonské železnice Sion–Sierre. V roce 1911 zde začala jezdit lanová dráha Sierre–Montana–Crans.
Silné zemětřesení ve Valais v roce 1946 poškodilo mnoho domů v Sierre.
V roce 1972 došlo ke sloučení dříve samostatné obce Granges na dně údolí řeky Rhôny a města Sierre. Tím Sierre získalo území, které se rozkládá daleko na západě směrem k Sionu.
Na počátku 20. století se Sierre stalo hospodářsky významným, protože tavení hliníku bylo historicky umožněno díky přístupu k vodní energii. V roce 2007 vznikla zejména z dopravních důvodů aglomerace Sierre a Crans-Montana.
V roce 1996 bylo město napojeno na švýcarskou dálniční síť výstavbou úseku dálnice A9 (tzv. Autoroute du Rhône) Sion–Sierre. Sierre má dva dálniční sjezdy: Sierre-Ouest a současný konec dálnice Sierre-Est. Mezi nimi se nachází tunel, ve kterém došlo 13. března 2012 večer k nehodě autobusu, při níž zahynulo 28 osob, z toho 22 dětí. Pokračování ze Sierre-Est do Vispu a Brigu je ve výstavbě.

## Obyvatelstvo

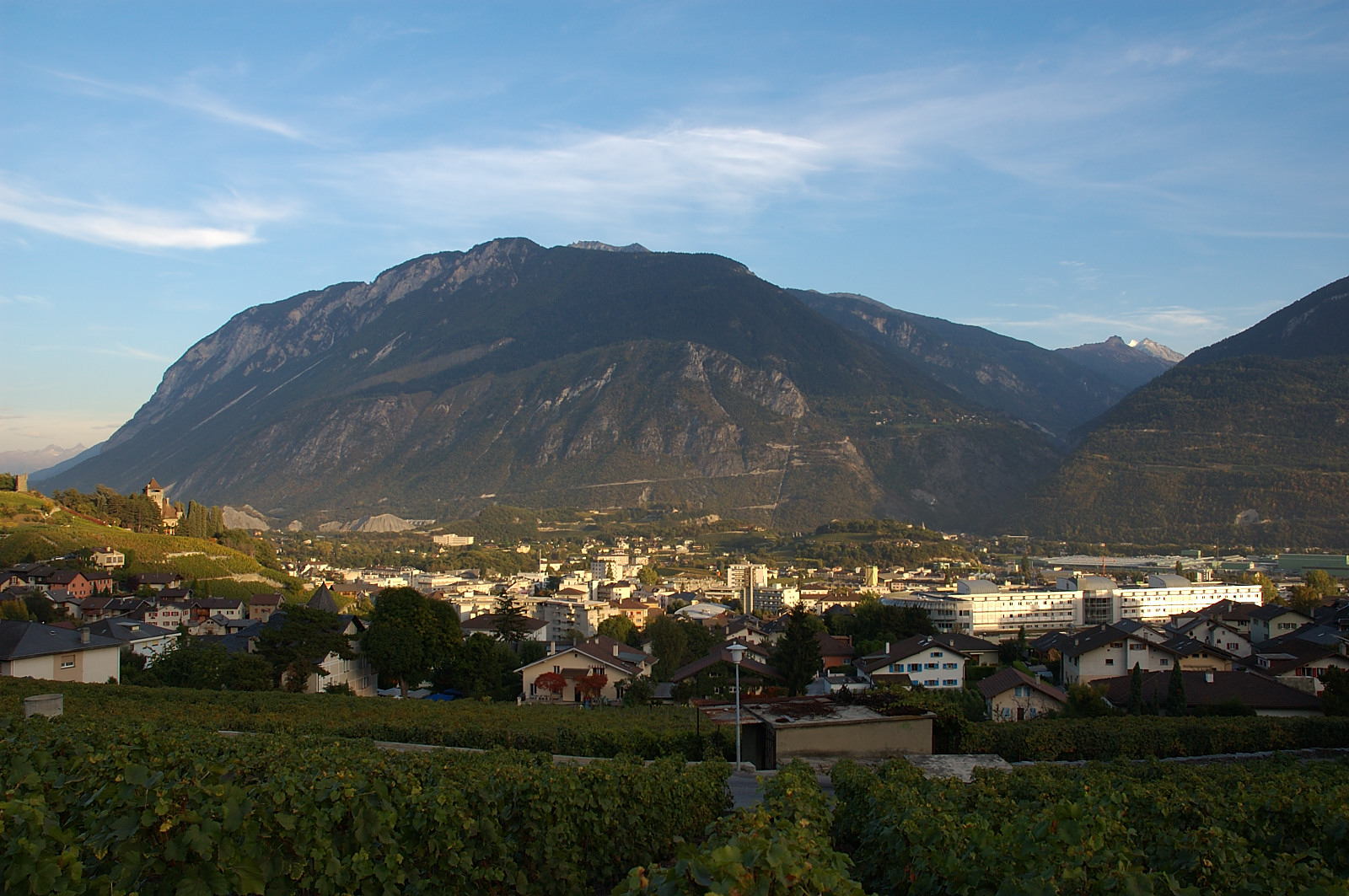
Panorama Sierre

| Rok            | 1802 | 1850 | 1900 | 1950               | 2000               | 2010   | 2012   | 2014   | 2016   | 2021   |
| Počet obyvatel | 724  | 875  | 1833 | 7161 (bez Granges) | 14 317 (s Granges) | 15 527 | 15 945 | 16 547 | 16 817 | 17 115 |

### Jazyky
Město Sierre se nachází poblíž jazykové hranice mezi francouzsky mluvícím středním Valais a německy mluvícím horním Valais. Díky poměrně početné německy mluvící menšině je Sierre považováno za dvojjazyčné město, proto se například železniční stanice jmenuje dvojjazyčně „Sierre/Siders“. Dvojjazyčnost Sierre však nemá oficiální status jako například Biel/Bienne. Jediným úředním jazykem je zde francouzština.

### Náboženství
Většina obyvatel patří k římskokatolické farnosti Sion, která je součástí děkanátu diecéze Sion. Protestantská reformovaná menšina patří do evangelické farnosti Sion evangelické reformované církve ve Valais.

## Hospodářství

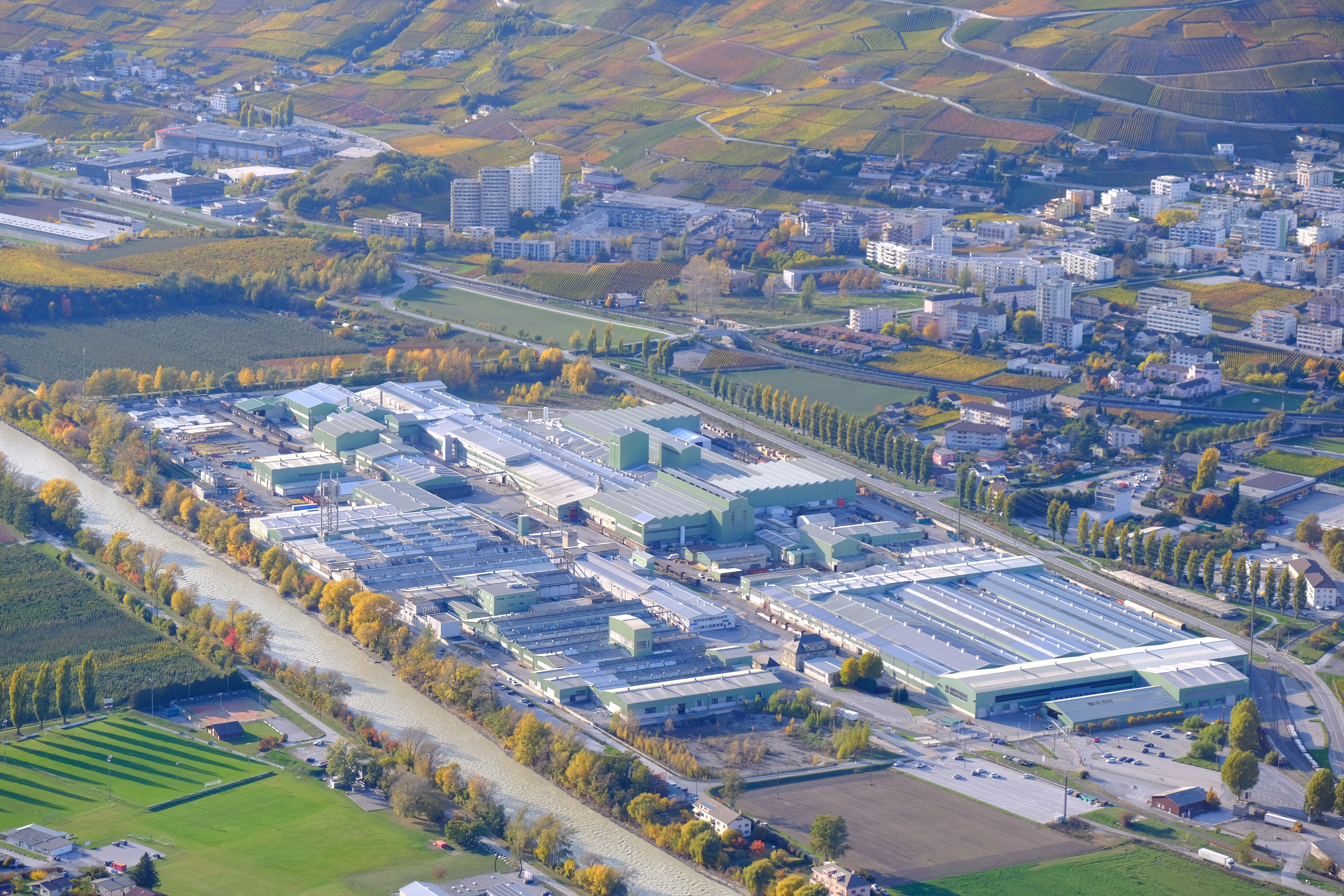
Průmyslová zóna v Sierre

Na počátku 20. století dosáhl Siders hospodářského významu díky tavbě hliníku, kterou umožnila vodní energie z údolí Val d’Anniviers. Hliníkárna Alcan (dříve Alusuisse) zaměstnává v Sierre, Stegu a Chippisu přes 1000 pracovníků. V Granges se nachází největší švýcarský zábavní park Happyland.

## Doprava

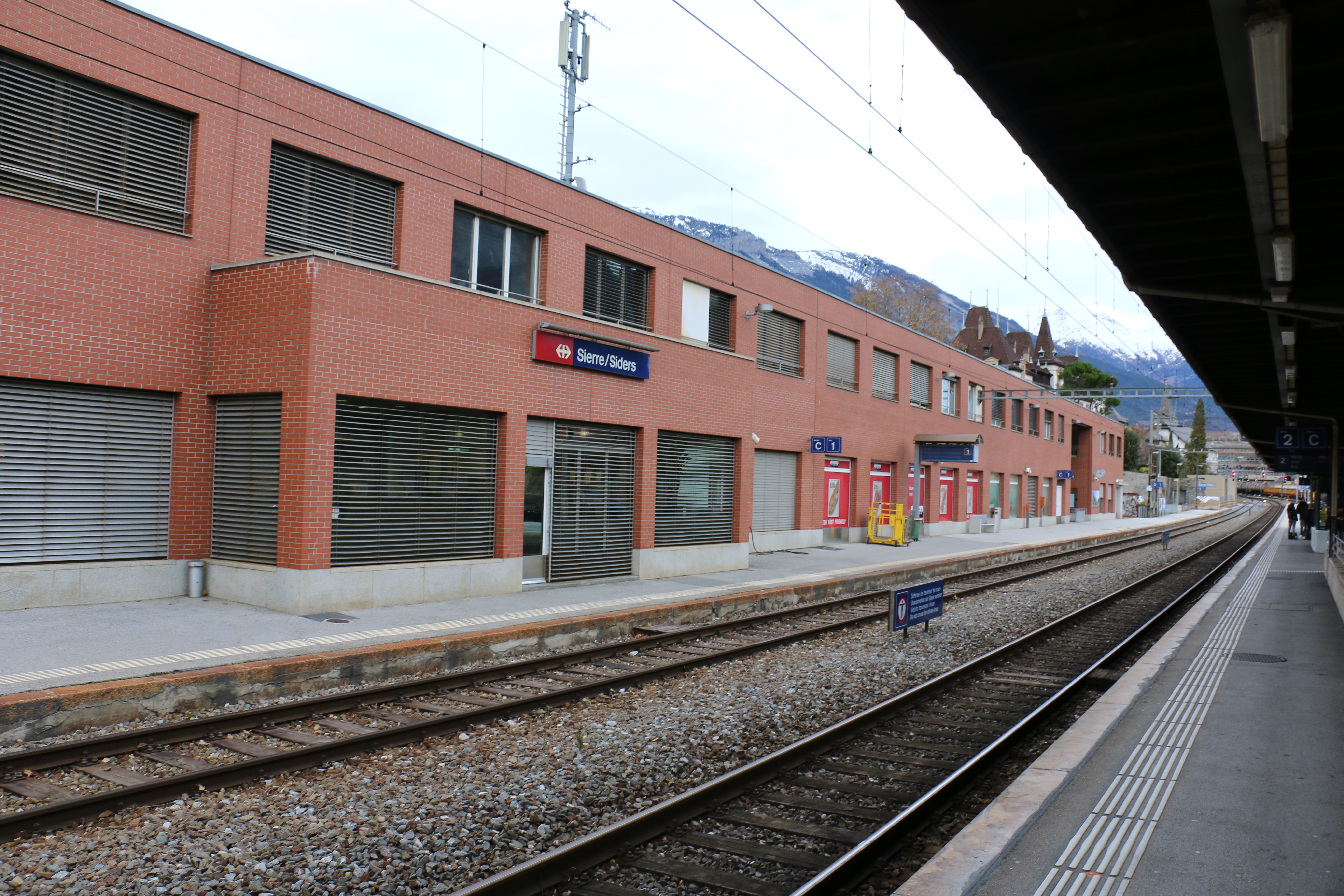
Železniční stanice Sierre/Siders

Město leží na hlavní železniční trati Lausanne – Sion – Brig (– Itálie) a obsluhují jej vlaky Švýcarských spolkových drah (SBB) všech kategorií, s přímými spoji až do Ženevy a Milána.
Místní dopravu v Sierre zajišťují různí poskytovatelé. Autobusy Sierrois pokrývají čtvrti města Sierre čtyřmi linkami. Bus SMC (Sierre-Montana-Crans) obsluhuje severní oblast až do Crans-Montany dvěma autobusovými linkami a lanovou dráhou, Marty Transporte GmbH autobusovou linku do Varenu a PostAuto AG 4 linky.
Po silnici je Sierre dostupné díky dálnici A9 z Lausanne, otevřené roku 1996.

## Sport
Ve městě sídlí hokejový klub HC Sierre, působící ve třetí nejvyšší švýcarské hokejové soutěži.

## Osobnosti
- Henrietta Belgická (1870–1948), belgická princezna
- Rudolf Kassner (1873–1959), rakousko-uherský spisovatel
- Bernard Fellay (* 1958), římskokatolický kněz a biskup

## Galerie

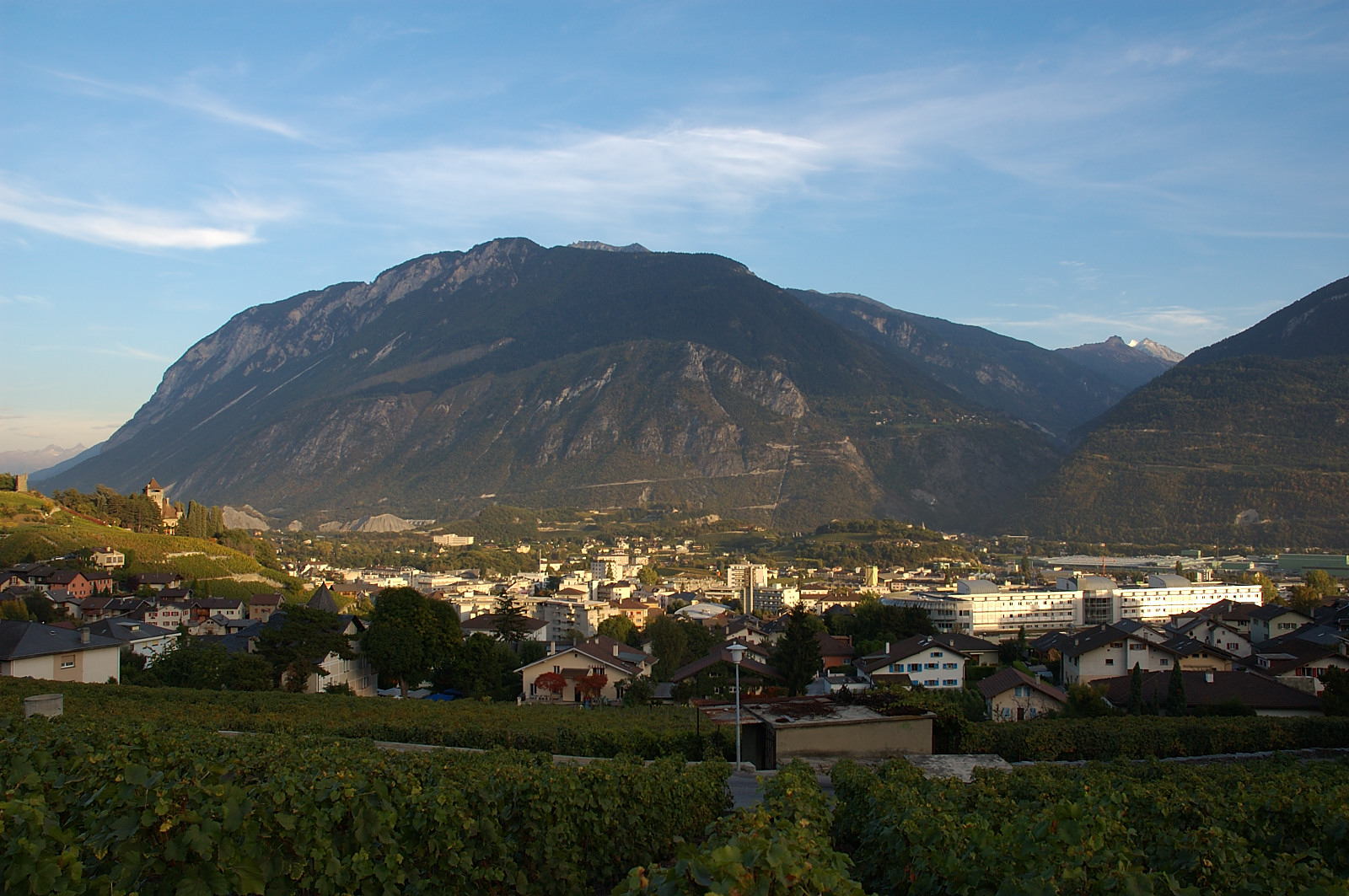
Sierre na podzim
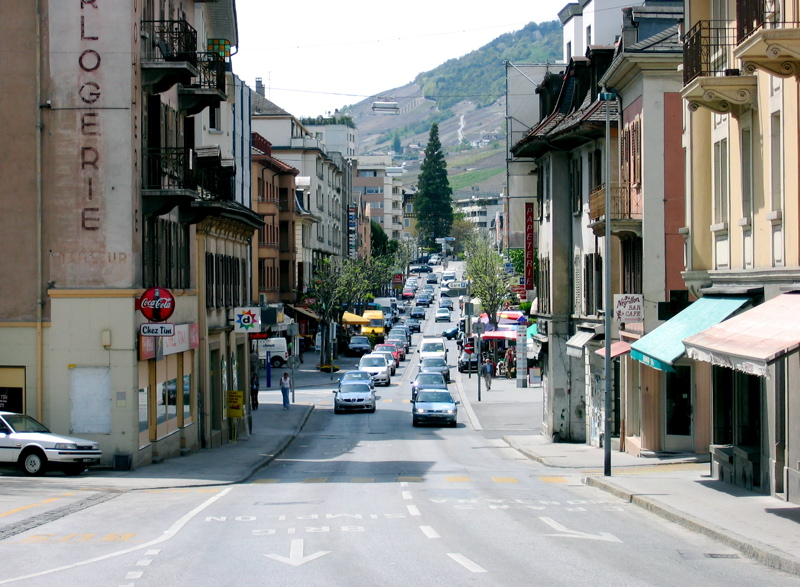
Hlavní ulice
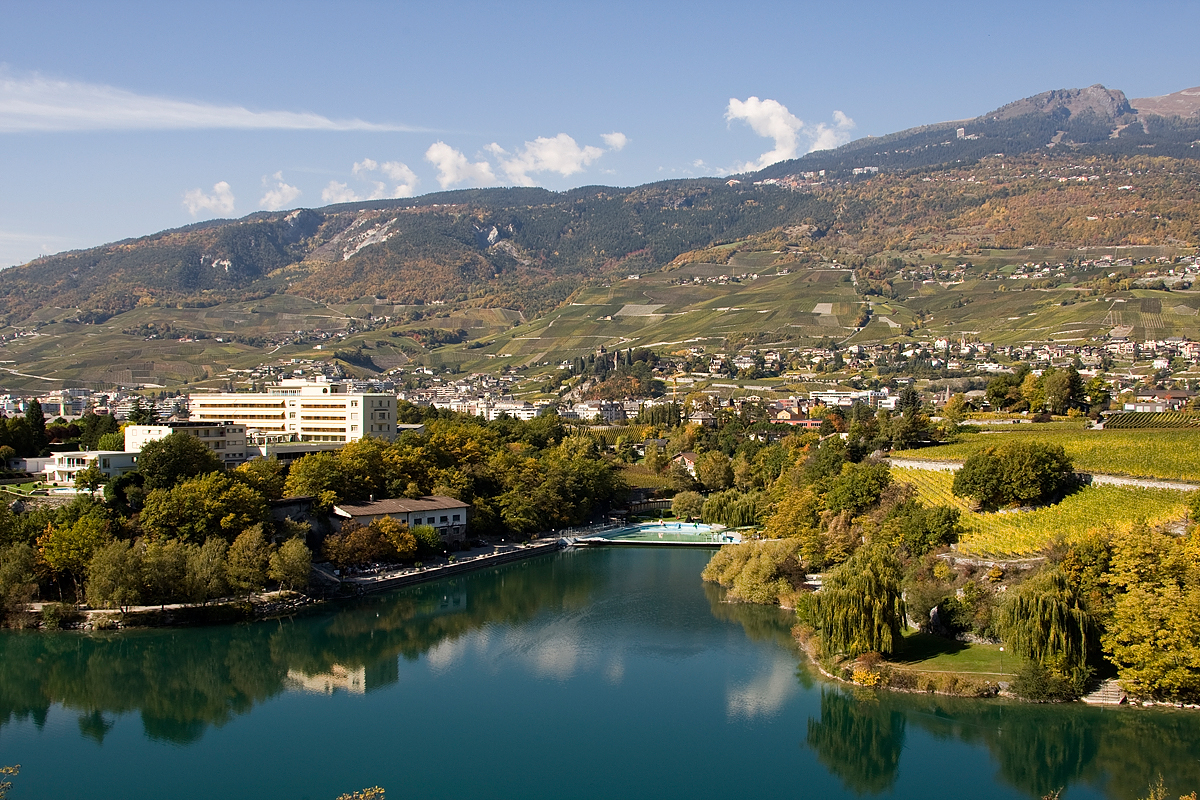
Lac de Géronde
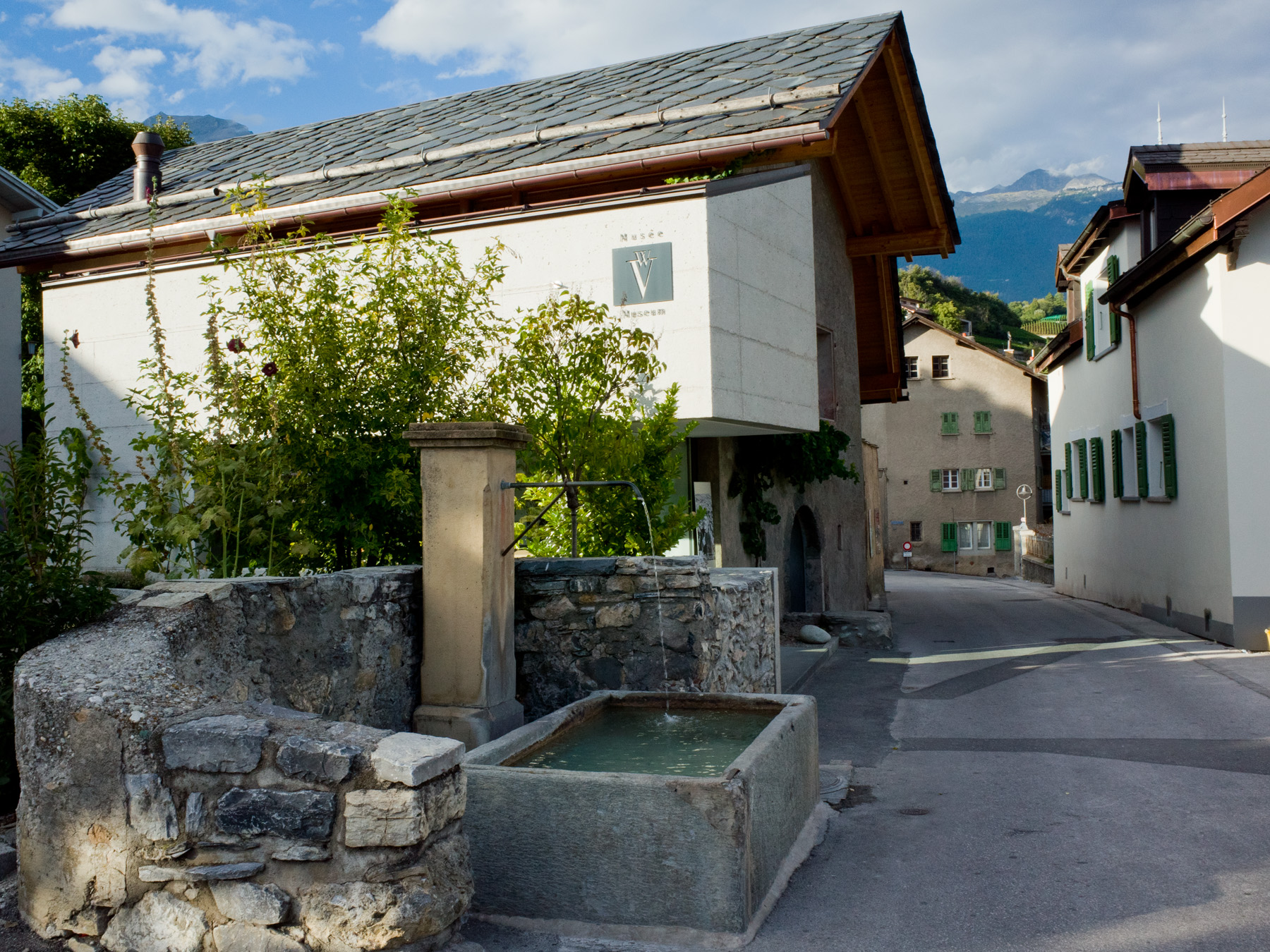
Muzeum

## Partnerská města
- Aubenas
- Cesenatico
- Delfzijl
- Schwarzenbek
- Zelzate